# Мюллер-Нильссон, Дитхельм
Дитхельм Мюллер-Нильссон (нем. Diethelm Müller-Nilsson; род. 20 октября 1929, Иккермюнде) — немецкий музыкальный педагог и пианист.
В 1947—1953 гг. изучал фортепиано в Берлинской высшей школе музыки под руководством Юлиуса Дальке и Рудольфа Шмидта. Работал концертмейстером в Немецкой государственной опере, концертировал в составе фортепианного дуэта. Затем преподавал в Берлинской высшей школе музыки, в 1964 г. занял пост проректора по учебной и научной работе. В 1969 г. защитил докторскую диссертацию «Категория двигательных основ фортепианной игры».
В 1980—1990 гг. ректор Веймарской Высшей школы музыки. На этом посту проявил себя как «реформатор, предвосхитивший принципы горбачёвской Перестройки и гласности» и успешно реорганизовавший консерваторию при переходе из системы музыкальной жизни ГДР в новую действительность единой Германии.